# Anyphops benoiti
Anyphops benoiti är en spindelart som beskrevs av José Antonio Corronca 1998. Anyphops benoiti ingår i släktet Anyphops och familjen Selenopidae.
Artens utbredningsområde är Madagaskar. Inga underarter finns listade i Catalogue of Life.